# Brockenhurst
Brockenhurst – wieś w Anglii, w hrabstwie Hampshire, w dystrykcie New Forest. Leży 31 km na południowy zachód od miasta Winchester i 127 km na południowy zachód od Londynu. Miejscowość liczy 3450 mieszkańców.

## Brockenhurst House
W 1770 Edward Morant (1730–1791) urodzony na Jamajce, zakupił Brockenhurst House, który w 1865 przebudowano na duża georgiańską rezydencję. Do 1812 właścicielem był jego wnuk, John Morant II (1787-1857), zmarły w Brockenhurst. Jego synem był John Morant, III (1825–1899), żonaty z Henriettą Somerset.

Ceglaną bramę do posiadłości około 1865 zaprojektował wiktoriański architekt Alfred Waterhouse (1830–1905). Nad łukiem znajduje się herb Morant. Brama należy do Brockenhurst Park.

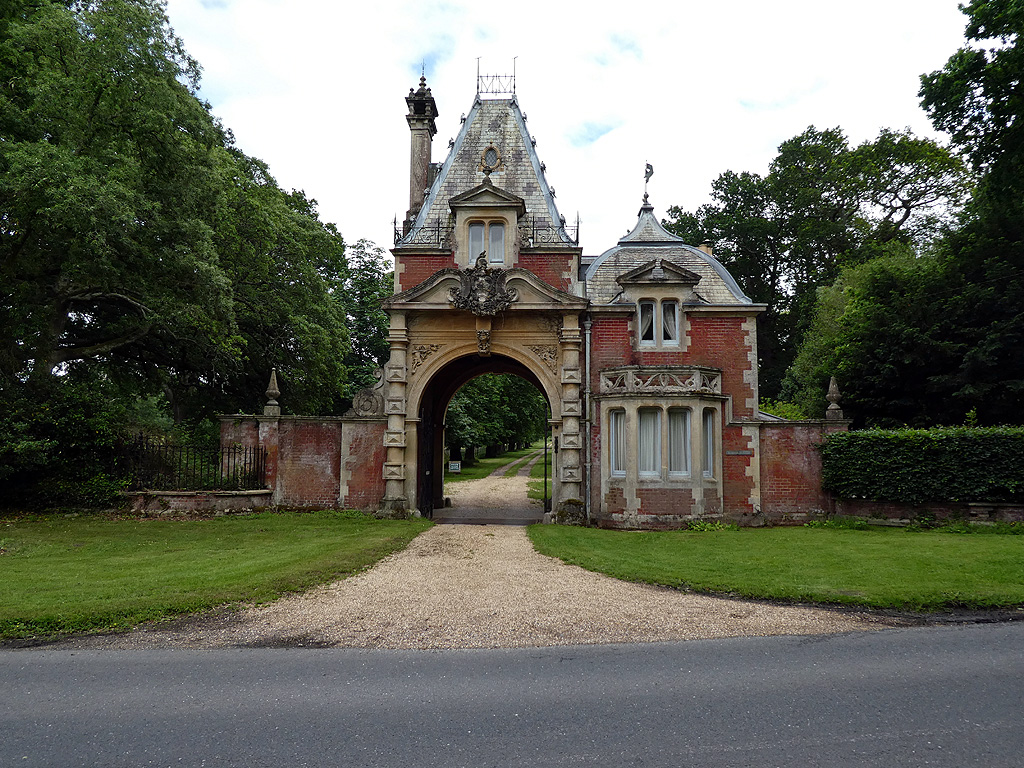
Brama z herbami do Brockenhurst Park
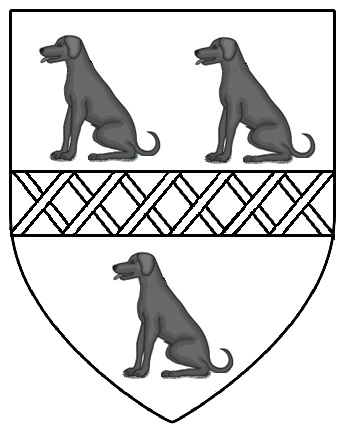
Herb Johna Moranta III
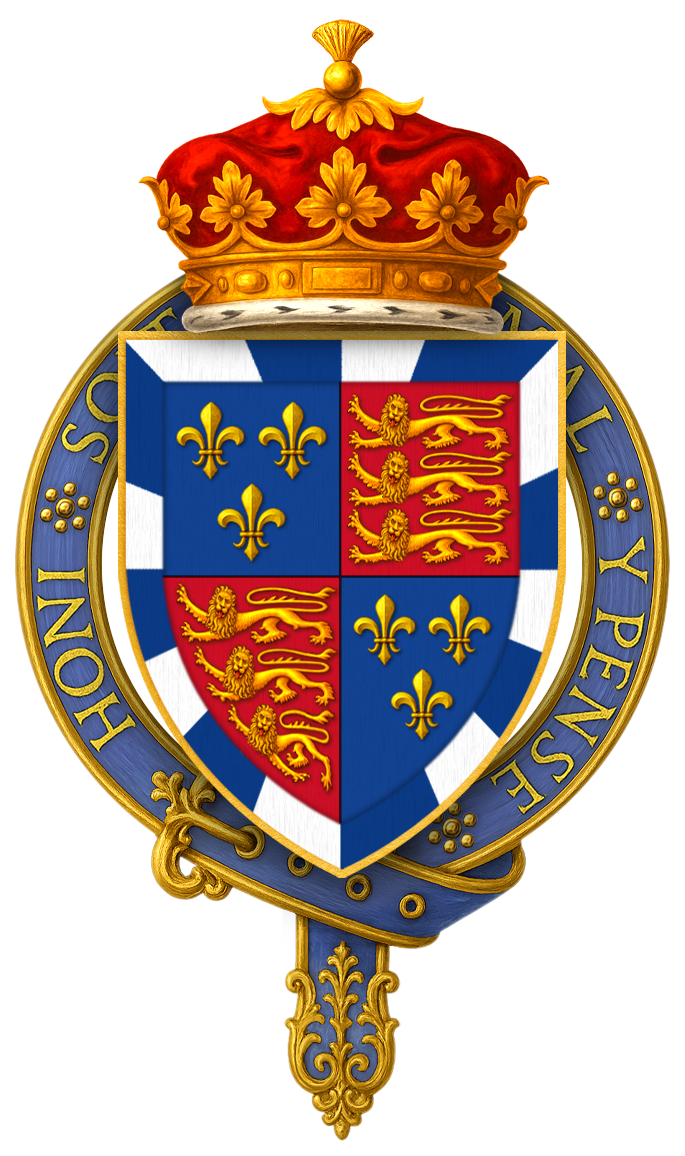
Herb  Henrietty Somerset